# Sombrero

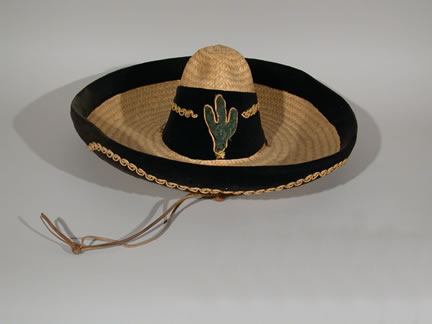
Sombrero prezydenta Stanów Zjednoczonych Harry'ego Trumana

Sombrero (hisz. sombrero kapelusz) to wysoki kapelusz słomiany lub filcowy z miękkim, szerokim rondem. Był używany w Hiszpanii w XV i XVI wieku. Stamtąd trafił do hiszpańskich kolonii w Ameryce Środkowej i Południowej. Stanowi narodowe nakrycie głowy Meksykanów i Chilijczyków.
Jedna z galaktyk z racji swojego kształtu została nazwana Galaktyką Sombrero.